# Subžánr
V moderní genologii, která rozlišuje tři roviny – literární druh, literární žánr a subžánr – je subžánr nejnižší taxonomickou rovinou, tj. nejméně abstraktní oblastí. Subžánr se také nazývá žánrový typ.
Subžánr je nejméně abstraktní a nejméně ahistorický: zatímco např. žánr románu prochází víceméně celými literárními dějinami (byť má svá zlatá období a období marginalizace), teprve jeho jednotlivé varianty jsou typické pro konkrétní dobu – srov. např. rytířský a pikareskní román pro středověk, historický román pro romantismus, budovatelský román pro počátek 20. století apod.
Pojem subžánru je dán potřebou blíže specifikovat výrazně produktivní žánry, tedy takové, od nichž existuje velmi mnoho konkrétních uměleckých děl. Subžánry pojmenovávají nejčastěji tematické varianty daného žánru (např. pověst má subžánry pověst heraldická, etiologická atd.).
Zatímco druhy a žánry jsou víceméně uzavřené pojmové množiny (nové žánry a druhy se neobjevují), žánrová varianta je poměrně otevřený systém. Stává se často, že autor označí svůj text do té doby neznámým názvem subžánru: Škvoreckého Tankový prapor je „fragment z doby kultů“, Hastrman M. Urbana je „zelený román“ apod. Taková varianta je nabídnuta k obecnému sdílení a je otázkou, stane-li se stejně etablovanou jako jiné (v tomto případě románové) varianty.
Subžánr jako takový je typický pro epiku a drama. V lyrice se sice také rozlišují varianty (tzv. milostná, přírodní aj. lyrika), které svým názvem evokují subžánr, fakticky jsou však spíše na taxonomické úrovni žánru.